# Shining Wings
Shining Wings est une œuvre de l'artiste japonais Yoshikuni Iida. Il s'agit d'une sculpture abstraite en acier inoxydable conçue en 1981. Elle est installée dans le musée de la sculpture en plein air de Paris, en France.

## Description
L'œuvre est une sculpture abstraite. Elle est formée d'un mât supportant des branches horizontales sur lesquelles peuvent tourner, avec le vent, des pales.
L'œuvre repose sur un socle ; celui-ci supporte également un cartel indiquant les noms de l'œuvre et de l'auteur, ainsi que la date de création et le matériau utilisé.

## Localisation
La sculpture est installée dans le musée de la sculpture en plein air, un lieu d'exposition d'œuvres de sculpteurs de la seconde moitié du XXe siècle, dans le jardin Tino-Rossi, sur le port Saint-Bernard et le long de la Seine, dans le 5e arrondissement de Paris.

## Artiste
Yoshikuni Iida (né en 1923) est un artiste japonais.